# 이광현 (축구 선수)
이광현(李光鉉, 1981년 7월 18일 ~ )은 대한민국의 전 축구 선수이자 현 축구 지도자로 현재 전북 현대 모터스 U-18팀(전주영생고등학교)의 감독을 맡고 있으며 과거 포지션은 중앙 수비수였다.

## 수상

### 클럽 (선수)
전북 현대 모터스
- K리그1 : 우승 (2009, 2011)
- FA컵 : 우승 (2005)
- AFC 챔피언스리그 : 우승 (2006)
- 슈퍼컵 : 우승 (2004), 준우승 (2006)

 피낭 FA
- 말레이시아 프리미어리그 : 3위 (2014)